# 7 Sinners
Albums de Helloween
Gambling with the Devil
(2007) Straight Out of Hell
(2013)
Singles
1. Are You Metal?
Sortie : 11 octobre 2010

7 Sinners est le 13e album studio du groupe allemand Helloween, sorti le 31 octobre 2010. Le titre se réfère aux Sept Péchés capitaux. Les photos du livret qui accompagne le CD montrent les cinq membres dans des postures évoquant lesdits Péchés (voir Composition du groupe).
Aux États-Unis, l'album se classa le 27 novembre 2010 à la 7e position via le classement Heatseekers Albums et à la 45e au Independent Albums. 7 Sinners se classa à la 65e position en France le 6 novembre 2010 et y resta durant 3 semaines.
Sur le morceau Who Is Mr. Madman?, le prologue est récité par Biff Byford, le chanteur du groupe britannique Saxon.
Le morceau Raise the Noise, quant à lui, comprend un solo de flûte.

## Liste des titres
| No  | Titre                                      | Auteur           | Durée |
| --- | ------------------------------------------ | ---------------- | ----- |
| 1.  | Where The Sinners Go?                      | Andi Deris       | 3:35  |
| 2.  | Are You Metal?                             | Andi Deris       | 3:37  |
| 3.  | Who Is Mr. Madman?                         | Sascha Gerstner  | 5:42  |
| 4.  | Raise the Noise                            | Michael Weikath  | 5:06  |
| 5.  | World of Fantasy                           | Markus Grosskopf | 5:14  |
| 6.  | Long Live the King                         | Andi Deris       | 4:12  |
| 7.  | The Smile of the Sun                       | Andi Deris       | 4:36  |
| 8.  | You Stupid Mankind                         | Sascha Gerstner  | 4:04  |
| 9.  | If A Mountain Could Talk                   | Markus Grosskopf | 6:44  |
| 10. | The Sage, The Fool, The Sinner             | Michael Weikath  | 3:59  |
| 11. | My Sacrifice                               | Sascha Gerstner  | 4:59  |
| 12. | Not Yet Today                              | Andi Deris       | 1:11  |
| 13. | Far in the Future                          | Andi Deris       | 7:45  |
| 14. | I'm Free (Deluxe edition bonus track)      | Markus Grosskopf | 4:15  |
| 15. | Faster We Fall (Japanese bonus track)      | Markus Grosskopf | 4:48  |
| 16. | Aiming High (Digital download bonus track) | Markus Grosskopf | 4:32  |

## Composition du groupe
- Andi Deris (la gloutonnerie) : Chants
- Michael Weikath (la paresse) : Guitare
- Sascha Gerstner (l'orgueil ?[5]) : Guitare
- Markus Grosskopf (l'avarice ?[5]) : Basse
- Daniel Löble (la colère) : Batterie